# Tomentella ferruginea
Tomentella ferruginea är en svampart som först beskrevs av Christiaan Hendrik Persoon, och fick sitt nu gällande namn av Narcisse Theophile Patouillard 1887. Tomentella ferruginea ingår i släktet Tomentella och familjen Thelephoraceae.  Arten är reproducerande i Sverige. Inga underarter finns listade i Catalogue of Life.
I den svenska databasen Dyntaxa används istället namnet Tomentella botryoides för samma taxon.  Arten är reproducerande i Sverige.